# Leòstenes d'Atenes
Leòstenes (grec antic: Λεωσθένης, Leosthenes) fou un comandant atenès que va dirigir les forces combinades gregues a la guerra de Làmia.
Quan apareix a la història ja gaudia d'una gran reputació militar però no se'n coneixen les causes, ja que ningú no el menciona abans. D'un passatge d'Estrabó s'ha cregut entendre que havia servit Alexandre el Gran a Àsia, però això sembla molt improbable, i segurament Estrabó es referia a Lleonat.
Poc abans de la mort d'Alexandre es va organitzar un cos militar grec amb l'ordre d'estacionar-se al Cap Tènar, format amb grecs que havien vist dissolts els seus destacaments a diverses satrapies d'Àsia segons les ordres d'Alexandre. Quan va arribar a Atenes la notícia de la mort del rei, van enviar Leòstenes al Tènar per aconseguir el servei d'aquestes tropes, uns vuit mil homes, amb les que va anar a Etòlia on va aconseguir que els etolis s'unissin a la lluita per l'alliberament contra el Regne de Macedònia.
Els van seguir els locris, els focis, els doris i part dels tessalis, així com diversos estats del Peloponnès. Van nomenar Leòstenes comandant en cap per consens, i ell va establir els seus quarters als voltants de les Termòpiles. Els beocis, per por de la restauració de Tebes, s'havien adherit a la causa macedònia, i van reunir un contingent per impedir als atenencs reunir-se a aquestes forces, però Leòstenes va anar en ajut del contingent atenenc i va derrotar totalment als beocis.
Pel nord ja avançava Antípatre, però amb forces inferiors als aliats grecs, i en el primer combat a les Termòpiles va ser derrotat, i es va haver de retirar a la vila de Làmia. Leòstenes va iniciar el setge però els seus atacs van ser rebutjats una vegada i una altra i finalment va haver de recórrer al bloqueig. En una sortida els macedonis van causar forces baixes i van ferir al cap al mateix Leòstenes d'una pedrada de la qual va morir tres dies després, a finals del 323 aC, segons diuen Diodor de Sicília, Pausànies i Plutarc.
La seva mort va desmoralitzar els grecs i Pausànies segurament té raó quan diu que aquest fet va ser la causa principal de la derrota final. Va rebre un enterrament públic al Ceràmic i Hipèrides va pronunciar l'oració funerària.